# Raptors 905
Die Raptors 905 sind ein Team der NBA G-League, das in Mississauga in der Provinz Ontario beheimatet ist. Die Heimspiele trägt das Team normalerweise direkt in Mississauga im Paramount Fine Foods Centre aus.

## Geschichte
Im Jahr 2008 erklärte Bryan Colangelo, der damalige Präsident und General Manager der Toronto Raptors, dass die Maple Leaf Sports & Entertainment (Besitzer der Raptors) plane, innerhalb der nächsten Jahre ein eigenes Team in der NBA D-League (dem Vorgänger der NBA G-League) zu etablieren, um die Entwicklung junger Spieler der Toronto Raptors zu fördern. Es wurden mehrere Orte in Betracht gezogen, unter anderem Hamilton, Oshawa und Rochester.
Im April 2015 verkündete der neue General Manager Masai Ujiri, dass die Verhandlungen mit der NBA bereits weit fortgeschritten seien und man schon in der Saison 2015/16 an den Start gehen könnte. Einen Monat später bestätigte man die Gründung der Raptors 905 und als deren neue Heimstätte das Hershey Centre (Paramount Fine Foods Centre seit 2018), direkt in Mississauga (Ontario). Die Zahlen „905“ beziehen sich dabei auf die Telefonvorwahl und ist eine gängige Abkürzung einiger Orte in Toronto. Das Team soll ca. 6 Millionen US-Dollar gekostet haben. Außerdem wurde bereits fest gelegt, dass die Raptors 905 einige ihrer Saisonspiele im Air Canada Centre austragen sollten, der Heimat der Toronto Raptors.
Am 7. Juli 2015 wurde Jesse Mermuys als Headcoach und Dan Tolzman als General Manager vorgestellt. Tim Lewis wurde Assistantcoach. Noch vor dem ersten Spiel wurde am 4. November 2015 das neue Logo samt neuen Trikots vorgestellt. Den ersten Sieg feierten die Raptors am 22. November im Auswärtsspiel gegen Maine Red Claws mit 98-87.
Im Juni 2016 wurde verkündet, dass der bisherige Headcoach Jesse Mermuys das Team in Richtung Los Angeles Lakers verlassen würde, um dort die Stelle des Assistantcoach anzunehmen. Im September wurde Jerry Stackhouse als Nachfolger vorgestellt.
Gleich in der zweiten Saison gelang den Raptors der große Coup. Mit einer Bilanz von 39-11 (zweitbeste Bilanz in der Geschichte der D-League) schnappte die Mannschaft sich erst den Sieg in der Central Division und schlug sich auch in den Playoffs mehr als souverän. Nachdem man gegen Canton Charge und die Maine Red Claws einen "Sweep" feiern konnte, bezwang man in den Finals die Rio Grande Valley Vipers mit 2-1 und sicherte sich so den ersten Titel der erst kurzen Vereinshistorie. Jerry Stackhouse wurde außerdem "Coach of the Year" der abgelaufenen Saison, Center Walter Tavares wurde "Defensive Player of the Year".

## Saisonbilanzen
| Saison         | Division       | Platz          | W           | L           | Win%        | Playoffs                        |             |
| Raptors 905    | Raptors 905    | Raptors 905    | Raptors 905 | Raptors 905 | Raptors 905 | Raptors 905                     | Raptors 905 |
| -------------- | -------------- | -------------- | ----------- | ----------- | ----------- | ------------------------------- | ----------- |
| 2015/16        | Atlantic       | 5th            | 23          | 27          | .460        | --                              |             |
| 2016/17        | Central        | 1st            | 39          | 11          | .780        | Sieg im Finale gegen Rio Grande |             |
| Regular season | Regular season | Regular season | 62          | 38          | .620        |                                 |             |
| Playoffs       | Playoffs       | Playoffs       | 6           | 1           | .857        |                                 |             |

## Partnerteams
- Toronto Raptors (seit 2015)